# إيما مايرز
إيما مايرز (بالإنجليزية: Emma Myers)‏ (ولدت في 2 أبريل 2002) هي ممثلة أمريكية. بدأت حياتها المهنية كممثلة طفلة في عام 2010، عندما ظهرت في زي جلاز. حققت نجاحًا كبيرًا في مسلسل نتفليكس وينزداي في عام 2022.

## حياتها المبكرة
ولدت إيما مايرز في 2 أبريل 2002 في أورلاندو بولاية فلوريدا. التحقت بتعاونية منزلية و "لم يكن لديها تجربة مدرسية تقليدية".

## حياتها الشخصية
مايرز من محبي البوب الكوري، وتحديداً فرقة سفنتين. وفقًا للمقابلة التي أجرتها عام 2022 مع تين فوغ، كان فيلمي سيد الخواتم وحرب النجوم"ركيزتين خياليتين شكلتا الطريقة التي رأت بها إيما العالم". تصف نفسها بالانطوائية.